# Pignola
Pignola är en ort och kommun i provinsen Potenza i regionen Basilicata i Italien. Kommunen hade 6 908 invånare (2017).